# Francisco de Vergara y Azcárate
Francisco de Vergara Azcárate y Seseña[cita requerida] (n. Móstoles, Madrid, en el siglo XVI) fue un militar español.

## Biografía
Fue capitán de infantería, maestre de campo y gobernador de la Mamora.
En 1597 fue herido de arcabuz en el asedio de Amiens.
Posteriormente, en 1619, combatió contra dos navíos turcos donde apresó a uno y murió tiempo después siendo gobernador de la ciudad de la Mamora.
Sirvió en el ejército  de Felipe III de España en Flandes, Lombardía, Piamonte, Armada Real y Galeras de España en el siglo XVI y principios del XVII. En 1619 es nombrado alférez y teniente de capitán general de artillería con destino en la Mamora.